# Golubići (żupania istryjska)
Golubići (wł. Golobici) – wieś w Chorwacji, w żupanii istryjskiej, w gminie Oprtalj. W 2011 roku liczyła 29 mieszkańców.